# Zollhaus (Uffenheim)

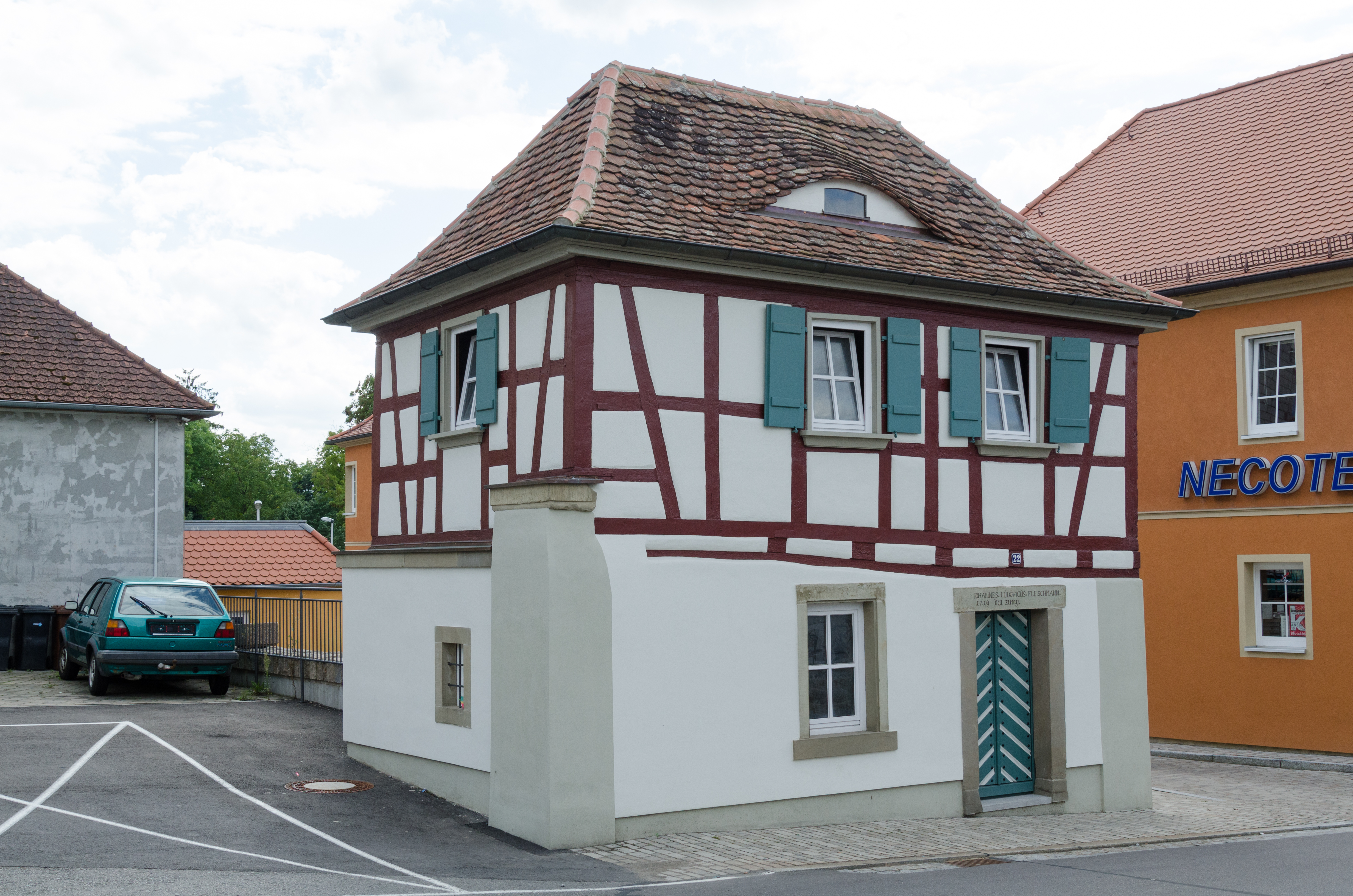
Zollhaus in Uffenheim

Das Zollhaus in Uffenheim, einer Stadt im mittelfränkischen Landkreis Neustadt an der Aisch-Bad Windsheim (Bayern), wurde 1719 errichtet. Das ehemalige Zollhaus an der Ansbacher Straße 22 ist ein geschütztes Baudenkmal.
Der frei stehende Walmdachbau mit steinernem Erdgeschoss und Fachwerkobergeschoss steht direkt auf dem Gewölbe der barocken Brücke. Das zweigeschossige Gebäude mit den Maßen 6,40 × 4,40 Meter ist im Türsturz mit der Jahreszahl „1719“ bezeichnet.